# 즈워타 44

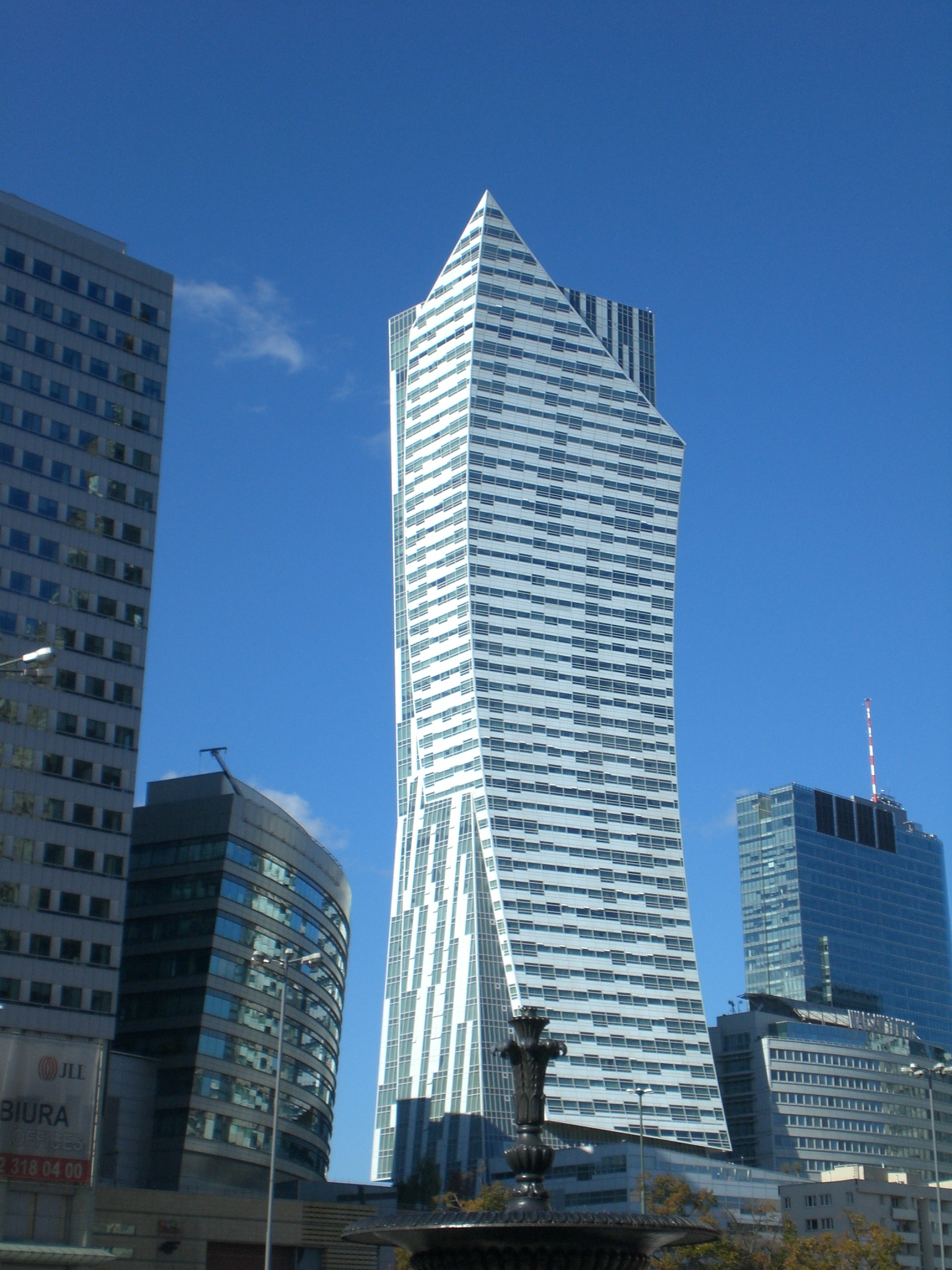
즈워타 44

즈워타 44(폴란드어: Złota 44)는 폴란드 바르샤바에 있는 주거용 고층 건물이다. 52층으로 이루어진 이 건물은 높이가 152m다.